# Магомадас
Магомадас (итал. Magomadas) је насеље у Италији у округу Ористано, региону Сардинија.
Према процени из 2011. у насељу је живело 450 становника. Насеље се налази на надморској висини од 246 м.

## Становништво
Према резултатима пописа становништва 2011. у општини је живело 643 становника.
| 1951. | 1961. | 1971. | 1981. | 1991. | 2001. | 2011. |
| ----- | ----- | ----- | ----- | ----- | ----- | ----- |
| 898   | 819   | 589   | 527   | 663   | 596   | 643   |